# Ерёмкино (Ульяновская область)
Ерёмкино — село в Тереньгульском районе Ульяновской области, входит в состав Белогорского сельского поселения.

## География
Село находится в верховьях реки Уса, на расстоянии примерно 29 км (по прямой) к юго-западу от посёлка городского типа Тереньга, административного центра района.

### Часовой пояс
Село Ерёмкино, как и вся Ульяновская область, находится в часовой зоне МСК+1. Смещение применяемого времени относительно UTC составляет +4:00.

## История
В 1913 году в селе насчитывался 281 двор и проживало 1254 жителя. Действовала деревянная Никольская церковь (ныне — не сохранилась). В поздний советский период работал совхоз «Борлинский».

## Население
| 2010 |
| ---- |
| 82   |

### Национальный состав
Согласно результатам переписи 2002 года, в национальной структуре населения мордва составляла 69 % из 157 чел., русские — 27 %.